# Longshot
Longshot es un personaje ficticio, un superhéroe de Marvel Comics, más conocido por ser un miembro de los X-Men. Fue creado por la escritora Ann Nocenti y el artista Art Adams. Apareció por primera vez en Longshot n.º 1 (septiembre de 1985), el primer número de una miniserie de seis números que representa la primera obra importante tanto de Nocenti como de Adams. La serie Longshot presenta a este como un fugitivo amnésico de otra dimensión que descubre que tiene un poder de «buena suerte» (la palabra longshot significa algo poco probable), que le protege de cualquier daño cuando sus motivos son puros. También descubre que fue un esclavo que lideró una rebelión en su mundo distópico contra su antiguo amo y enemigo, Mojo.
Posteriormente, el personaje se convierte en un elemento recurrente en las diversas revistas relacionadas con los X-Men, siendo miembro del equipo entre 1986 y 1989, así como de los Exiles de Tony Bedard y Chris Claremont, y de la tercera encarnación de X-Factor de 2008 a 2013, así como en sus propias aventuras en solitario. Historias posteriores establecen que es un clon paradójico diseñado genéticamente de su futuro hijo, Shatterstar. También han aparecido versiones del personaje en la línea de libros Ultimate Marvel, así como en televisión y videojuegos.
Es uno de los pocos X-Men (junto con Wolverine, Cable, y Banshee), que tienen un archienemigo relativamente bien definido diferente de Magneto.

## Historia de publicación
Longshot hizo su primera aparición en una miniserie con su nombre de seis números en 1985 y 1986 que parodiaba a la televisión. La serie presentaba al «Mojoverso», una dimensión extraterrestre adicta al entretenimiento parecido a los combates de gladiadores y gobernada por el tiránico líder de la cadena de televisión Mojo. Longshot, quien poseía poderes para alterar la probabilidad o poderes de «suerte», era un actor estelar que había escapado al esclavizamiento de Mojo. La serie se convirtió en un clásico de culto.
Posterior a la serie, Longshot se unió brevemente a los X-Men. Ha aparecido ocasionalmente en las historietas de Marvel desde entonces, particularmente en los títulos de los X-Men.

## Biografía ficticia

### Origen
Longshot es un humanoide creado artificialmente con la capacidad de desafiar a la probabilidad, originario de una dimensión alternativa conocida como el "Mojoverso". Es uno de los muchos esclavos creados por los ingenieros genéticos del Mojoverso para el entretenimiento de los extremadamente obesos "Invertebrados", que son regidos por el maniático obsesionado con los medios de comunicación llamado Mojo. El genetista de Mojo, Arize, dio a Longshot y sus otras creaciones el libre albedrío y la conciencia, con la esperanza de que algún día se levantarían contra su amo.
Longshot y muchos de sus compañeros rebeldes esclavos se someten a un ritual místico que les da el poder de crear la "buena suerte" para ellos mismos. A pesar de este poder, sus amos ganan la guerra debido a su armamento superior y los límites de la suerte de los esclavos. Longshot se vuelve amnésico, pero se las arregla para huir del Mojoverso a la Tierra. Esbirros de Mojo lo persiguen, pero se atascan entre el mundo de Longshot y la Tierra. Incapaz de recordar su verdadero nombre, se convierte en un aventurero tomando el nombre de "Longshot" ("posibilidad remota") después de que varios seres humanos lo llaman así debido a su buena suerte increíble. Mientras se recupera, se hace amigo de una especialista de cine, Ricochet Rita, y trabaja como doble. Pero Mojo y su ayudante, la hechicera de seis brazos Espiral (que es una versión del futuro de la propia Ricochet Rita), siguen a Longshot a la Tierra. Longshot combate a Espiral, y derrota a Mojo con la ayuda de Ricochet Rita, Quark y el Doctor Strange, que a continuación envía a Mojo y sus secuaces de nuevo al Mojoverso. Longshot, Quark y Rita regresan al Mojoverso para liberar a los otros esclavos.

### X-Men
Después de una rebelión sin éxito, una vez más, Longshot queda amnésico, y es enviado de vuelta a la Tierra por Mojo, donde se une a los X-Men. Longshot muere con el resto de los X-Men, mientras que combaten al Adversario, pero luego es devuelto a la vida por Roma. Pronto se convierte en pareja sentimental de Dazzler. Sin embargo, sufre una severa crisis de identidad, y finalmente, deja a los X-Men.
Más tarde, Longshot se reúne con Dazzler, y es teletransportado con ella al Mojoverso. Por un corto tiempo, viven en aquella dimensión, hasta que son capturados por Mojo. Ellos, junto con los X-Men, Lila Cheney y el sucesor temporal de Mojo, "Mojo II: La Continuación", liderean una revuelta contra Mojo. Longshot y Dazzler también se enteran de que Dazzler está embarazada de su hijo (quien, en un principio se dio a entender que era Shatterstar, el miembro de Fuerza-X). La pareja también queda al cuidado de los X-Babies, un grupo de clones de niños de los X-Men creados por Mojo. Al parecer, Dazzler sufre un aborto involuntario, a pesar de que no se ha establecido oficialmente que es lo que pasó con el bebé. Dazzler volvió a la Tierra separada de Longshot, que sufre, de nuevo, de pérdida de memoria.
Más tarde, Longshot se da cuenta de que ha perdido su inocencia, la principal fuente de su poder de buena suerte. Expulsado del Mojoverso, Longshot se encuentra atrapado entre Baum y Barrie, Kansas, perseguidos por la vengativa criatura Thingy. Cuando un niño que ha hecho amistad con el héroe, es dañado por el monstruo, Longshot, ayudado por un grupo de enfermos mentales, redescubre su fe en sí mismo y su propia pureza, a pesar del sufrimiento de su vida para devolverle la salud.

### Exiles
Longshot es contratado en los Exiles por Heather Hudson para ayudar contra Proteus. Mojo reclama que él y todos los demás habitantes de Mojoverso son "únicos", que no tienen equivalentes "paralelos". Longshot es capaz de cancelar los poderes de Proteus, haciendo de él un candidato perfecto para el equipo. Posteriormente, Longshot abandona a los Exiles durante una misión en la Tierra-616, donde se reencuentra a Dazzler, quien no tiene memoria ni de su época juntos en el Mojoverso.

### X-Factor
Después de no poder reavivar su relación con Dazzler debido a la pérdida de sus recuerdos, Longshot se muestra en Detroit después de leer un artículo sobre su supuesta aparición allí durante los acontecimientos de la Invasión Secreta, gracias a un impostor Skrull. Durante ese tiempo, se le ve comentando que las mujeres son demasiado amistosas hacia él, y revela que su pérdida de memoria es tan grave, que ni siquiera entiende sus poderes al cien por ciento.
Más tarde, se volvió a dar a entender que Longshot y Shatterstar están relacionados. Cuando X-Factor aterriza en Utopía, Longshot reaviva su romance con Dazzler, mientras el resto de X-Factor está luchando contra un nuevo villano. Cuando X-Factor parte, se olvidan de Longshot, que todavía está en Utopía.
Después de que Rictor y Shatterstar son transportados al pasado en el Mojoverso, ellos y la audiencia descubren que Shatterstar es el único rebelde del Mojoverso que no fue creado por Arize, ya que, de hecho, cayó misteriosamente del cielo un día. Luego, Arize usó el material genético de Shatterstar para crear a Longshot, convirtiendo a Shatterstar en el padre genético de Longshot. Más tarde, Mojo ataca el santuario de Arize, por lo que Shatterstar se teletransporta a sí mismo y a Rictor a un momento en la historia del Mojoverso en el que Dazzler y Longshot están casados y pelean una guerra contra Mojo. Dazzler, embarazada del hijo de Longshot, da a luz a un joven Shatterstar.

## Poderes y habilidades
Longshot fue creado a través de ingeniería genética por Arize. Longshot sólo tiene tres dedos y un pulgar opuesto en cada mano. También tiene piel similar al cuero, huesos huecos y dos corazones, que le proporcionan velocidad, agilidad, resistencia y reflejos superhumanos. También ha demostrado habilidades de autosanación avanzadas.
Longshot tiene una cicatriz con forma de estrella en su ojo izquierdo producto de haber sido marcado. La cicatriz es únicamente visible (brillando intensamente) cuando Longshot usa sus superpoderes. Fue modificado genéticamente a través de ingeniería y magia para que poseyera habilidades superhumanas. La modificación mágica le dio la habilidad de afectar los campos de probabilidad a través de medios psiónicos de modo que obtiene de ello "buena suerte" en sus actividades. Esto permite que eventos extremadamente improbables ocurran en beneficio de Longshot. Estos poderes actúan incluso cuando Longshot no es consciente de que lo harán. Esta habilidad está ligada con los aspectos positivos de su personalidad: si intenta usar sus poderes para un acto egoísta o malvado, o si pierde la esperanza, sus poderes no funcionarán o incluso actuarán en su contra, dándole "mala suerte" que puede afectar a alguien más o a Longshot mismo.
Longshot puede "leer" telepáticamente los recuerdos recientes de una persona al hacer contacto físico con ella. También es sensible a "escuchar" las voces de los espíritus de los muertos. Además, Longshot puede leer las "huellas psíquicas" que las personas dejan en los objetos que han manipulado, y de ese modo conocer los pensamientos que tenía ese individuo al manejar un objeto. Esta habilidad es conocida como poderes de psicoscopía o psicometría. Longshot, en el presente, puede ocasionalmente ver el futuro de una persona u objeto que toque, y puede leer los pensamientos que una persona tendrá al manipular un objeto en el futuro.
Eventualmente se afirmó que en su ADN está escrito que la mayoría de las mujeres se enamorarían de él. Sin embargo, un detective varón se enamora de Longshot en el mismo número que esa afirmación es hecha.
Longshot carga con cuchillas guardadas en una bandolera, las cuales usa con precisión sobrehumana, completamente determinado por sus poderes de "suerte". También ha mostrado ser hábil con el manejo de otro tipo de armas blancas. Durante su estancia con los X-Men, Longshot también cargaba un gancho extensible y una cuerda, que llevaba alrededor de un hombro o dentro de una bolsa en ese hombro; además usaba un juego de púas que generaban una red al ser lanzadas.
Longshot es un acróbata extraordinario, es hábil en el manejo de jetpacks para volar y en el uso de armas de rayos montadas en los brazos.

### Diseño
Un diseño para el personaje de Longshot fue propuesto por Carl Potts, que posteriormente fue refinado por Arthur Adams, quien dijo al respecto: 

Creo que solamente estaba tratando de hacer que Longshot luciera diferente de todo lo demás en lo que pudiera pensar en ese momento, y creo que eso fue lo que hice. Nadie entonces, o después, ha usado ese estúpido corte de pelo estilo mullet

El mullet en sí mismo fue inspirado por Limahl, del grupo de New Wave Kajagoogoo. Como Adams anota 'dije, "bueno, no puedo pensar en ningún otro superhéroe que tenga ese corte de pelo. Creo que eso le daré".'
El resplandor en su ojo izquierdo cuando usa sus poderes de "buena suerte" o psicometría fue una idea de Ann Nocenti:

Quise que [el ojo] brillara simplemente porque yo tenía un gato con un solo ojo. Por la noche le veía en la oscuridad y su ojo brillaba

## Otras versiones

### Ultimate Longshot
En esta línea, Longshot no es un extraterrestre, sino un mutante llamado Arthur Centino. Forma parte de un "reality show", donde es cazado en una isla. El espectáculo es dirigido por Mojo Adams, una versión humana alternativa de Mojo.

## En otros medios

### Televisión
- Longshot aparece en la serie animada X-Men de 1992-1997, en la que su voz es interpretada por Rod Wilson.[18] En el episodio "Mojovision", Longshot abandona su propio exitoso programa de televisión, lo que lleva a Mojo a secuestrar a los X-Men para reemplazar a Longshot en una nueva serie de acción en la que los X-Men luchan literalmente por sus vidas. Los X-Men y Longshot frustran los planes de Mojo. En el episodio "Longshot", el héroe desarrolla una fuerte relación con Júbilo, y al final del episodio, regresa a casa para continuar liderando la rebelión contra Mojo. Esta relación se menciona en un breve cameo en el episodio inspirado en la fantasía "Jubilee's Fairytale Theatre", en el que Júbilo, se ubica en un tipo-rol de Robin Hood, de salvar a un campesino Longshot de ser ejecutado por Magnus el Magnífico, una versión de cuento de hadas de Magneto.

### Videojuegos
- Longshot es un personaje jugable en el videojuego en llamado X-Men II: The Fall of the Mutants. El argumento está basado en el crossover Fall of the Mutants de los cómics de X-Men.

- Un objeto llamado "The Luck of The Longshot" ("La suerte de Longshot" en inglés) se encuentra disponible en X-Men Legends.
- Longshot aparece en el juego "Marvel Strike Force" como personaje miembro de la (X-FACTOR) disponible en la tienda de guerra por 1375 créditos.

### Novelas
- Junto con los X-Men, Longshot protagoniza la novela de ambiente carcelario Prisoner X (1998), escrita por su creadora Ann Nocenti.